# Consacá
Consacá là một khu tự quản thuộc tỉnh Nariño, Colombia. Thủ phủ của khu tự quản Consacá đóng tại Consacá Khu tự quản Consacá có diện tích 92 ki lô mét vuông. Đến thời điểm ngày 28 tháng 5 năm 2005, khu tự quản Consacá có dân số 10425 người.